# Сьогодні ми обираємо обличчя
«Сьогодні ми обираємо обличчя» (англ. Today We Choose Faces) — роман американського письменника Роджера Желязни, що вийшов у 1973 році. У початковому варіанті Частина 1 була розгорнутим спогадом, який слідував за Частиною 2, але порядок розділів було змінено на прохання редактора Девіда Гартвелла, який вважав, що роман краще працює в хронологічному порядку. Пізніше Желязни писав: «Я тоді був молодшим і більше потребував грошей, і не міг дозволити собі сперечатися з ним про це. Мені все одно подобається так, як я написав».
Роджер Желязни присвятив роман «Тепер ми обираємо обличчя» видатному американському фантасту Філіпу Діку.